# Razek François Bitar
Razek François Bitar (Aleppo, 1978) è un controtenore siriano.

## Biografia
Nato ad Aleppo in Siria, laureato nel 2001 in canto e organo al conservatorio Superiore di Damasco formandosi con il 1° soprano siriano Araxe Tchekijian, diplomato in canto al conservatorio N. Paganini di Genova in Italia, sotto la guida di Carmen Vilalta nel 2003, consegue attualmente gli studi superiori del Biennio al conservatorio Santa Cecilia di Roma con Silvia Siveri.
Il suo debutto risale al 1996 quando canta lo Stabat Mater di Pergolesi con l'Orchestre de Chambre de Damas a Damasco e Aleppo; negli anni successivi ha cantato in diverse occasioni, come l'inaugurazione del Patriarcato Cattolico di Antiochia a Damasco, nei Carmina Burana di Carl Orff a Damasco e Beirut. Si è esibito in concerti in città come Roma, Genova, Mantova, Bologna, Milano e Parigi.
Ha rappresentato l'Italia all'estero in due occasioni, in Germania con la Petite Messe Solennelle di Rossini e in Russia. Fra il 2003 e 2004 ha cantato lo Jefte di Haendel a Ginevra, e ha interpretato Ramiro ne La finta giardiniera di Mozart a Genova, La Spezia e Saint-Malo in Francia. Successivamente ha interpretato il ruolo di Alceo nei I giuochi d'Agrigento di Paisiello al Festival della Valle d'Itria a Martina Franca, all'inizio del 2007 ha debuttato nell'Orfeo di Gluck con uno dei massimi nomi mondiali, il regista Graham Vick nei teatri di Ravenna, Modena, Ferrara, Reggio Emilia e Pisa.